# Satz von Bruck-Ryser-Chowla
Der Satz von Bruck–Ryser–Chowla ist eine kombinatorische Aussage über mögliche Blockpläne, die notwendige Bedingungen für deren Existenz angibt.
Der Satz besagt: Wenn ein symmetrischer {\displaystyle t-(v,k,\lambda )}-Blockplan existiert, dann gilt
- falls v gerade ist, dann ist {\displaystyle k-\lambda } eine Quadratzahl;
- falls v ungerade ist, dann hat die diophantische Gleichung
 {\displaystyle x^{2}=(k-\lambda )\cdot y^{2}+(-1)^{\frac {v-1}{2}}\cdot \lambda \cdot z^{2}}
 eine nichtverschwindende Lösung {\displaystyle (x,y,z)\in \mathbb {Z} ^{3}\setminus \{(0,0,0)\}.}

Der Satz wurde 1949 für den Spezialfall der projektiven Ebenen von Richard Bruck und Herbert John Ryser bewiesen und 1950 mit Sarvadaman Chowla auf allgemeinere symmetrische Blockpläne verallgemeinert.

## Endliche projektive Ebenen
Im Spezialfall eines minimalen symmetrischen 2-Blockplans mit {\displaystyle \lambda =1} – also für endliche projektive Ebenen – lässt sich der Satz so formulieren:
Wenn eine projektive Ebene der Ordnung {\displaystyle q} existiert und {\displaystyle q\equiv 1{\pmod {4}}} oder {\displaystyle q\equiv 2{\pmod {4}}} gilt, dann ist {\displaystyle q} die Summe von zwei Quadratzahlen (von denen auch eine verschwinden kann).
Fasst man eine endliche projektive Ebene der Ordnung {\displaystyle q} als speziellen symmetrischen Blockplan auf, dann lauten die Parameter, die den Blockplan beschreiben
{\displaystyle v=q^{2}+q+1;\quad k=q+1;\lambda =1}.
In dieser spezielleren Formulierung für projektive Ebenen wird der Satz auch als Satz von Bruck und Ryser zitiert.

### Folgerungen und Beispiele
Aus dem Satz folgt dann zum Beispiel, dass es zu den Ordnungen 6 und 14 keine Ebene gibt, er schließt aber nicht die Existenz von Ebenen der Ordnungen {\displaystyle 10=2\cdot 4+2=3^{2}+1^{2}} und {\displaystyle 12\equiv 0{\pmod {4}}} aus. Es konnte gezeigt werden, dass keine projektive Ebene der Ordnung 10 existiert. Daraus folgt, dass die Bedingungen im Satz von Bruck-Ryser-Chowla keine hinreichenden Bedingung für die Existenz von Blockplänen sind.
- Die Ordnungen {\displaystyle q=5=4+1;9=9+0;13=9+4} erfüllen die notwendige Bedingung des Satzes für projektive Ebenen. Tatsächlich existieren Ebenen mit diesen Ordnungen, da sie zugleich Primzahlpotenzen sind.
- Über Ebenen der Ordnung {\displaystyle q=27=3^{3}} macht der Satz keine Aussage, da {\displaystyle 27\equiv 3{\pmod {4}}} ist. Da 27 eine Primzahlpotenz ist, existiert eine Ebene mit dieser Ordnung.

### Ausgeschlossene Ordnungen
Die Folge der Zahlen, die aufgrund des Satzes von Bruck und Ryser nicht Ordnungen einer projektiven Ebene sein können, also die Zahlen {\displaystyle n\in \mathbb {N} } mit {\displaystyle n\equiv 1,2{\pmod {4}}}, die nicht Summe von zwei Quadratzahlen sind, bilden die Folge A046712 in OEIS.
Die kleinsten damit ausgeschlossenen Ordnungen sind: 6, 14, 21, 22, 30, 33, 38, 42, 46, 54, 57, 62, 66, 69, 70, 77, 78, 86, 93, 94, 102, 105, 110, 114, 118, 126, 129, 133, 134, 138, 141, 142, 150, 154, 158, 161, 165, 166, 174, 177, 182, 186, 189, 190, 198, 201, 206, 209, 210, 213, 214, 217, 222, 230, 237, 238, …